# Mycetina stackelbergi
Mycetina stackelbergi là một loài bọ cánh cứng trong họ Endomychidae. Loài này được Kryzanovskij miêu tả khoa học năm 1976.